# Cantonul Jarville-la-Malgrange
Cantonul Jarville-la-Malgrange este un canton din arondismentul Nancy, departamentul Meurthe-et-Moselle, regiunea Lorena, Franța.

## Comune
| Comune                | Populație (1999) | Cod poștal | Cod INSEE |
| --------------------- | ---------------- | ---------- | --------- |
| Heillecourt           | 5.774            | 54180      | 54257     |
| Houdemont             | 2.368            | 54180      | 54265     |
| Jarville-la-Malgrange | 9.385            | 54140      | 54274     |
| Ludres                | 6.463            | 54710      | 54328     |